# Rofanspitze
Die Rofanspitze ist mit 2259 m ü. A. der dritthöchste Gipfel im Rofangebirge, einer Untergruppe der Brandenberger Alpen im österreichischen Bundesland Tirol. Sie besteht aus dem Hauptgipfel und einem 2221 m hohen Westgipfel, die etwa 400 Meter voneinander entfernt sind. Die Westflanke der massig wirkenden Rofanspitze ist von Schrofen durchsetzt, mit grasigen, teilweise felsigen Partien. Etwa 100 Höhenmeter unterhalb des etwa 40° geneigten Gipfelbereichs beginnen im Nordwesten, Norden und Osten nahezu senkrechte Felswände aus dem Gestein Hauptdolomit, die besonders an der Ostseite und am nordöstlich vorgelagerten Rofanturm beliebte Routen für Alpinkletterer aufweisen. Durch ihre leichte Erreichbarkeit über zahlreiche Wanderwege ist die Rofanspitze auch für Bergwanderer ein oft begangener Aussichtsberg von der Erfurter Hütte aus.

## Umgebung
Die Rofanspitze liegt im Zentrum des Rofangebirges an der Stelle, wo der Hauptkamm von seiner west-östlichen Ausdehnung in einem rechten Winkel nach Süden abknickt. Ihr direkt vorgelagert ist im Nordosten der Rofanturm, eine steile etwa 100 Meter hohe Felsnadel. Benachbarte Gipfel sind im Verlauf des nach Westen verlaufenden Hauptkamms, getrennt durch den Wegübergang Bettlersteigsattel (2128 m) der 2246 Meter hohe Roßkopf und die Seekarlspitze mit 2261 Metern Höhe. Im südlich verlaufenden Kamm des Rofangebirges liegen der 2228 Meter hohe Sagzahn und das Vordere Sonnwendjoch, das mit 2224 Metern Höhe den südlichen Endpunkt des Rofankamms bildet. Nach Norden fällt das Gelände hinab zur Hirschlacke, einem Teich auf 1860 Metern Höhe gelegen. Nordöstlich der Rofanspitze liegt auf 1799 Metern liegt der Zireiner See und südwestlich erstreckt sich der Achensee. Nächstgelegener Ort ist im Südwesten Maurach am Achensee in gut 4 Kilometern Luftlinie, knapp 6 km im Norden liegt Steinberg am Rofan.

## Geologie
Siehe Artikel Hochiss

## Touristische Erschließung
Da das Gebiet durch seinen fruchtbaren Boden schon früh besiedelt wurde und von Süden her die Berge leicht zu ersteigen sind, gibt es keine Überlieferungen zu Erstbesteigungen. Heute führt ein dichtes Wanderwegnetz durch das Rofangebirge und die Rofanspitze ist leicht von der Erfurter Hütte, auf 1831 Metern nördlich oberhalb von Maurach gelegen, aus zu erreichen. Der Normalweg (leichtester Anstieg) führt von der Hütte aus in nordöstlicher Richtung über den Grubastieg bis hinauf zur Grubascharte auf 2102 Metern Höhe und dann von Südwesten über steiles Wiesengelände zum Gipfelkreuz der Rofanspitze in einer Gehzeit von gut zwei Stunden.
Geklettert wird an der Rofanspitze seit 1911, als Franz Nieberl im Alleingang durch die später sogenannte Nieberl-Schlucht im heutigen Schwierigkeitsgrad UIAA IV stieg. 1912 folgten Eichhorn, Bonacossa und Botsford auf einer westlicher gelegenen Route im UIAA-Grad V. Die Schwierigkeit UIAA VI wurde 1939 im Rofan zuerst von K. Kögl und A. Gruber an der Rofanturm-Nordwand geklettert. Die erste Route in der Schwierigkeit UIAA VII- (frei geklettert) eröffneten 1947 Matthias Rebitsch und Sepp Spiegl in der Rofanspitzen-Ostwand. Seit den 1990er Jahren wurden im Fels der Rofanspitze auch zahlreiche Routen in den Schwierigkeitsgraden bis IX- eröffnet.